# Sammlung Moderner Religiöser Kunst
Die Sammlung Moderner Religiöser Kunst (ital.: Collezione d’Arte Religiosa Moderna) ist eine 1973 durch Papst Paul VI. eröffnete Abteilung der Vatikanischen Museen innerhalb der Vatikanstadt.
Die Abteilung für Moderne Religiöse Kunst ist heute in 55 großen und kleineren Ausstellungssälen der Vatikanischen Museen zu besichtigen. Ihre Säle befinden sich in drei großen Raumkomplexen, großteils im ersten Obergeschoss („Appartamento Borgia“) des mittelalterlichen Apostolischen Palastes, in zwei Etagen der „Salette Borgia“ und schließlich in mehreren Räumen unterhalb der Sixtinischen Kapelle. 
Die Sammlung umfasst etwa 800 Werke von etwa 250 internationalen Künstlern, unter anderen von Auguste Rodin, Vincent van Gogh, Paul Gauguin, Maurice Denis, Odilon Redon, Wassily Kandinsky, Marc Chagall, Paul Klee, Ernst Barlach, Max Beckmann, Otto Dix, Karl Schmidt-Rottluff, Maurice Utrillo, Giorgio de Chirico, Giorgio Morandi, Georges Rouault, Oskar Kokoschka, Bernard Buffet, Renato Guttuso, Giacomo Balla, Alfred Manessier, Francis Bacon, Giacomo Manzù, Eduardo Chillida, Salvador Dalí, Pablo Picasso und Peter Hecker.
Weitere Werke gelangten 1977 in die Sammlung, und zwar als Schenkungen zeitgenössischer Künstler anlässlich des 80. Geburtstages Pauls VI. am 26. September 1977.  Mit diesen Dedikationsgeschenken wurde 1977 der Ausbau der vatikanischen Sammlung für zeitgenössische religiöse Kunst vorläufig abgeschlossen. Nachdem Johannes Paul II. 1978 Papst wurde, gelangten nur noch wenige Neuerwerbungen in den Bestand der Sammlung.